# МультиКарта
ООО «МультиКарта» — российская процессинговая компания, которая предоставляет спектр услуг для финансово-кредитных организаций. Входит в группу T1.

## Деятельность
ООО «МультиКарта» предоставляет процессинговые услуги российским и зарубежным банкам: процессинг и персонализацию банковских карт основных международных платёжных систем, сервисное обслуживание банкоматной сети, геолокационные и другие решения. ООО «МультиКарта» является операционным и платёжным клиринговым центром Платёжной системы «МультиКарта».

## Руководство
Генеральный директор ООО «МультиКарта» — Теряев Владимир Владимирович

## История компании
- 1994 Создание процессинговой компании ООО «МультиКарта».
- 1994-1996 Сертификация в качестве процессора третьей стороны и персонализатора в международных платёжных системах Visa, Europay International (MasterCard Worldwide), American Express, Diners Club
- 2007 — 2008 Создание филиала компании в Санкт-Петербурге. Активное развитие интернет-эквайринга, крупнейшие проекты: Аэрофлот и МТС.
- 2010 Переход на новую технологическую платформу — TranzWare (Compass Plus). Запуск сервиса «Продажи через банкомат».
- 2011  «МультиКарта» приобретает процессинговый центр «Стандарт-процессинг».
- 2012 Выпуск мобильного приложения для сервиса «Карта банкоматов»
- 2013 Объединение «МультиКарта» и «экс-ТрансКредитКарт».
- 2014 Создание платёжной системы «МультиКарта» в рамках выполнения рекомендации Центрального банка РФ по организации интерфейсов межбанковского взаимодействия банков РФ.
- 2015 Реализован сервис по управлению наличностью с использованием автоматизированных депозитных машин, позволяющих хранить большие объёмы наличных денег.
- 2016 Процессинговая компания «МультиКарта» и АО «НСПК» успешно завершили тестирование карты «Мир». Начало обслуживания банков-клиентов в ПС «Мир».
- 2016 Реализован сервис по оплате услуг с помощью мобильного телефона с платёжным приложением SamsungPay.
- 2017 Реализована технология безналичной оплаты с платёжной системой Alipay.
- 2017 Реализована оплата безналичных покупок с использованием технологии Android Pay.
- 2017 Количество обслуживаемых в компании «МультиКарта» терминальных устройств превысило 80 тыс единиц оборудования.
- 2017 Количество обслуживаемых в компании «МультиКарта» банковских карт превысило 25 млн штук.
- 2017 Реализована оплата безналичных покупок с использованием технологии Android Pay и Samsung Pay для карт VISA
- 2018 Стартовал проект обслуживания карт «Мир» в Республике Беларусь.
- 2019 «МультиКарта» получила статус официального процессора системы «Union Pay International».
- 2019 «МультиКарта» стала победителем премии «Retail Finance Awards-2019» в специальной номинации «Цифровая вселенная».
- 2019 Построен современный Ситуационный центр.
- 2021 МультиКарта стала технологическим партнером проекта «Пушкинская карта».
- 2021 Обеспечена бесперебойная работа банкоматов на мероприятиях «Формула-1», «Чемпионат по гимнастике в Москве», «ВЭФ».
- 2021 Группа компаний Т1 стала 100% владельцем ООО «МультиКарта».